# Stanisław Vincenz
Stanisław Vincenz, né le 30 novembre 1888 à Słoboda Rungurska près de Kolomya et mort le  28 janvier 1971 à Lausanne, est un écrivain, philosophe et traducteur polonais, chantre du pays des Houtsoules.

## Biographie

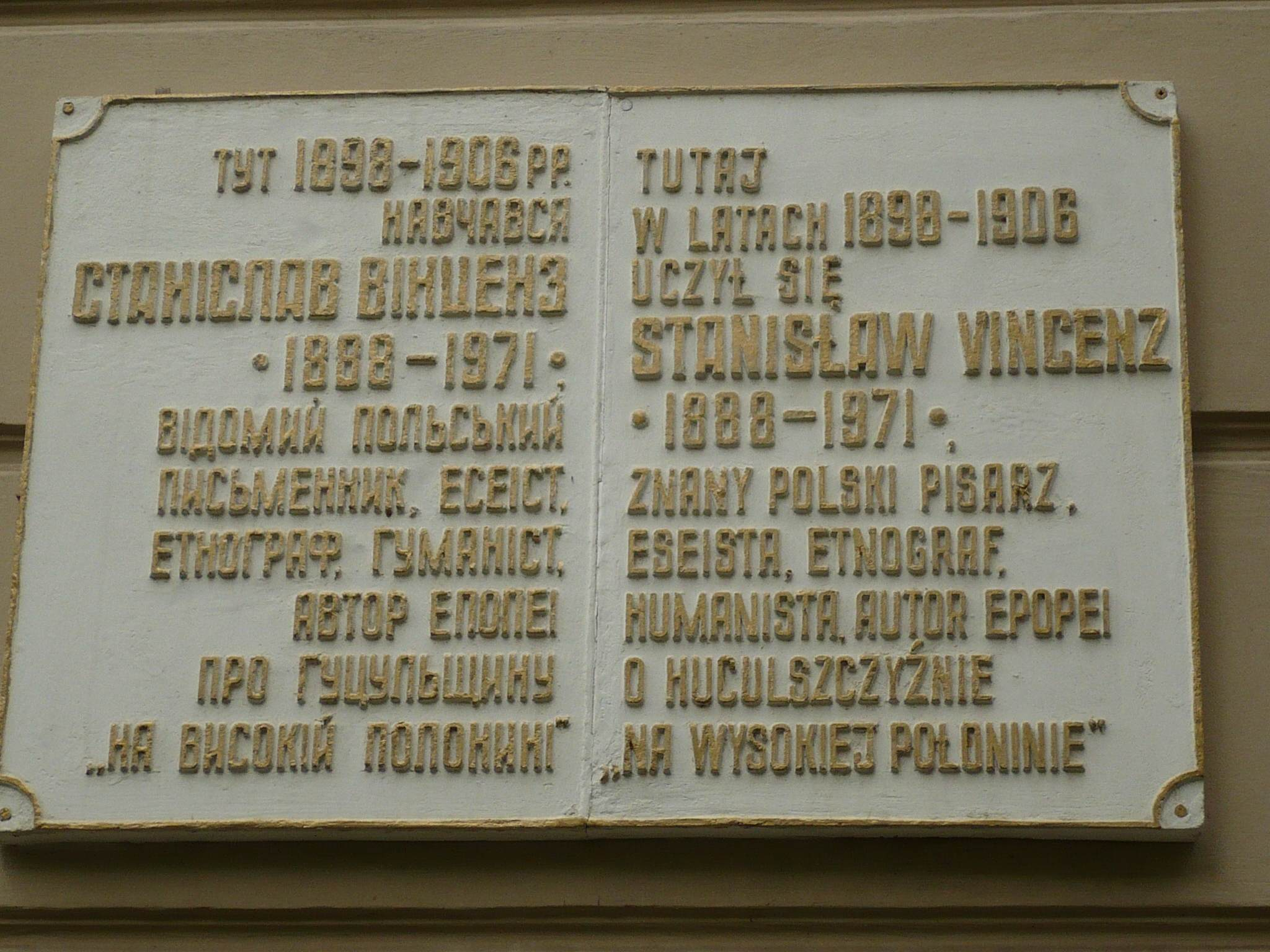
Plaque commémorative à Kolomyja

Stanisław Vincenz est le fils de Zofia Zuzanna née Przybyłowska et de Felix Vincenz, pionnier de la production de pétrole dans les Carpates, descendant d'une famille noble originaire de Provence, installée depuis le XIXe siècle en Galicie.
Il passe son enfance dans la région de Pocoutie, aux confins des cultures valaque, gitane, slovaque, arménienne, ukrainienne, tchèque, polonaise et autrichienne. Il poursuit ses études au lycée à Kolomya puis à Stryj où il fait connaissance de Kazimierz Wierzyński et Wilama Horzyca, En 1906, il entre à l’Université de Lwów puis à l'Université de Vienne où il étudie la biologie, le droit, la slavistique, le sanskrit et la philosophie. Humaniste de culture classique lisant quatorze langues, il est passionné de la Grèce et de l'Italie et s’intéresse particulièrement à la culture des Houtsoules, une population montagnarde d’origine ukrainienne vivant dans les Carpates orientales aux confins de la Bucovine et de la Ruthénie. 
En 1912, il épouse Lena Loeventon à Odessa. Auteur de la thèse sur La philosophie de Hegel et son influence sur Feuerbach, Vincenz obtient son doctorat à Vienne le 15 juillet 1914. 

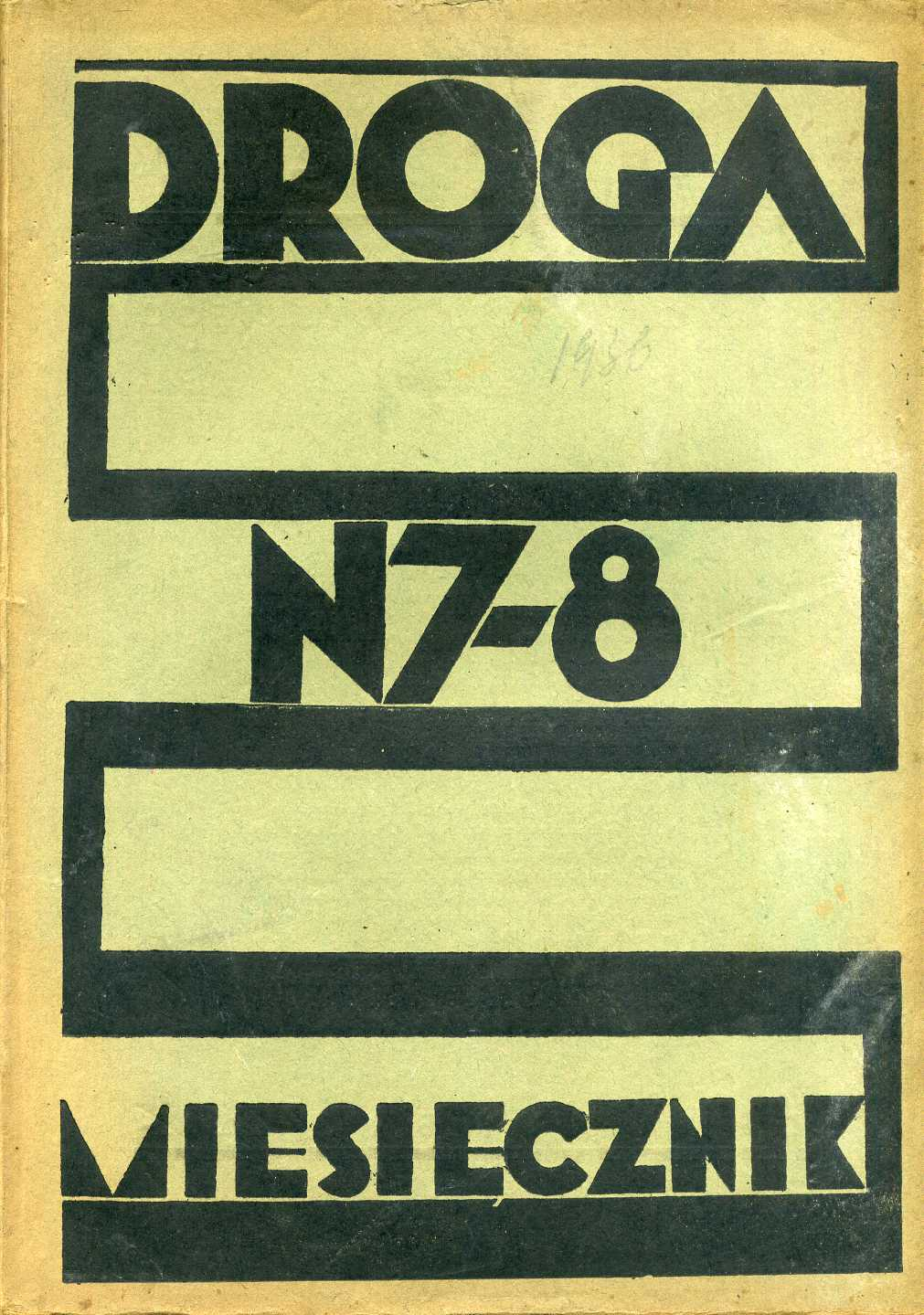
Droga, no 7-8, 1936

Pendant la première guerre mondiale, il est officier dans l'armée autrichienne et combat dans la région de Halytch puis dans les Dolomites. En 1919, il se porte volontaire pour l'Armée polonaise et enseigne à l'école militaire de Modlin. Il participe à l'expédition de Piłsudski à Kiev. 
Au début des années 1920, il est un membre du parti social-démocrate paysan Polskie Stronnictwo Ludowe Wyzwolenie. En 1922, il fonde avec Adam Skwarczyński et Wilama Horzyca, la revue mensuelle culturelle et littéraire Droga (La Route) (pl) qui durera jusqu'en 1937. 
Il travaille surtout comme journaliste à Stanisławów mais aussi à Varsovie. Il voyage aussi beaucoup en Europe occidentale. En 1936, sort sa Prawda starowieku (La vérité du temps passé), première de trois parties de son épopée houtsoule Na wysokiej Połoninie (Sur les hauts pâturages) à laquelle il travaillera jusqu'à sa mort. Dans cette publication inaugurale, il place, à la fin du livre ses réflexions sur la tradition houtsoule et ses origines et la nomme sans conteste « Atlantide slave». 
En septembre 1939, une partie de la Pologne est envahie et annexée  par l'Union soviétique selon les accords du pacte germano-soviétique. Vincenz est arrêté par le NKVD mais il parvient à s'enfuir avec sa famille en mai 1940 en Hongrie, où les réfugiés polonais sont tolérés.  
Émigré depuis 1940, il passe les années suivantes jusqu'en 1945 à Verőce, où il se distingue par l'aide apportée à ses compatriotes juifs pour sauver leurs vies et celles de leurs enfants. Il sera à titre posthume honoré comme Justes parmi les Nations. 
Après la fin de la Seconde Guerre mondiale il décide d'émigrer,  avec sa deuxième épouse Irena et leur fille en Allemagne d'abord, puis en France, dans la ville thermale d'Uriage-les-Bains, puis à Grenoble et enfin dans le village de La Combe-de-Lancey. Il collabore avec Kultura. il a été, entre autres, le maître à penser de Czesław Miłosz. En 1964, gravement malade, il part en Suisse, où il continue de travailler sur les autres volumes de ses Hauts Pâturages qui seront publié dans Kultura. Il y a réuni autour de lui "l'académiie de Platon privée" où se rendaient surtout les jeunes Suisses. 
À sa mort, il laisse une grande quantité de manuscrits inédits, d'ébauches, de journaux, de notes.
Czesław Miłosz lui dédie son poème Mittelbergheim.

## Ouvrages (sélection)
- Son ouvrage majeur est Na wysokiej połoninie. / Dans les hauts pâturages : 
  - (pl) Na wysokiej połoninie. Prawda starowieku, Warschau, 1938 [Dans les hauts pâturages - vérités de l'ancien temps, Volume 1]
    - traduction anglaise : (en) On the High Uplands. Sagas, Songs, Tales and Legends of the Carpathians  (trad. H.C. Stevens), Londres, 1955

  - (pl) Zwada, Londres, 1970 [Dispute, Volume 2]
  - (pl) Listy z nieba, Londres, 1974 (posthume) [Lettres du ciel, Volume 3]
  - (pl) Barwinkowy wianek, Londres, 1979 (posthume) [Volume 4]

- (pl) O książkach i czytaniu, Budapest, 1942
- (de) « Dante und die Volksmythe », Dortmunder Vorträge, Dortmund, vol. 54,‎ 1962, p. 31
- (pl) Po stronie pamięci, Paris, 1965 [Du côté de la mémoire]
- (pl) Dialogi z Sowietami, Londres, 1966 [Dialoge avec les soviets]

### Publications posthumes
- (pl) Tematy żydowskie, Londres, 1977 [Thèmes juifs]
- (pl) Z perspektywy podróży, Krakau, 1980 [Dans la perspective d'un voyage]
- (pl) Po stronie dialogu., Warschau, 1983 [Du côté du dialogue]
- (pl) Powojenne perypetie Sokratesa, Krakau, 1985
- (pl) Outopos. Zapiski z lat 1938-1944, Breslau, 1992
- (pl) Atlantyda. Pisma rozproszone z lat II wojny światowej, Warschau, 1994